# Мінамі-Ідзу

Міна́мі-І́дзу (яп. 南伊豆町, みなみいずちょう, МФА: [mʲinamʲi id͡zu t͡ɕoː]?) — містечко в Японії, в повіті Камо префектури Сідзуока. Розташоване в південно-східній частині префектури, на півдні півострова Ідзу, на березі Тихого океану. Отримало статус містечка 1955 року. Площа становить 110,59 км². Станом на 1 серпня 2011 року населення складало 9369  осіб, густота населення — 84,7 осіб/км². Основою економіки є рибальство.  В населеному пункті розташовані численні гарячі джерела та курортні пляжі.